# Magyarország belügyminisztereinek listája
Magyarország belügyminisztere a magyar kormány tagja, a Belügyminisztérium vezetője, a miniszterelnök általános helyettese abban az esetben, ha a kormányfő nem ruház fel külön egy minisztert a helyettesi feladatainak ellátására.
1848-tól 2006-ig a Belügyminisztérium önálló volt, 2006–2010 között részben Önkormányzati Minisztériummá alakították át, részben az Igazságügyi Minisztériumhoz csatolták. 2010-ben újjáalakult. Központja Budapest belvárosában, a Széchenyi István tér és a József Attila utca sarkán található épületben van.
A hivatalban lévő belügyminiszter Pintér Sándor, aki 2010 óta tölti be a tisztséget a második, harmadik, negyedik és ötödik Orbán-kormányban. A miniszterelnök-helyettesi feladatokat 2018 és 2022 között látta el.

## Hivatalos megnevezése
| Név                                                  | Kezdete             | Vége                |
| ---------------------------------------------------- | ------------------- | ------------------- |
| A Magyar Királyság belügyminisztere                  | 1848. március 17.   | 1918. november 16.  |
| A Magyar Népköztársaság belügyminisztere             | 1918. november 16.  | 1919. március 21.   |
| A Magyarországi Tanácsköztársaság belügyi népbiztosa | 1919. március 21.   | 1919. augusztus 1.  |
| A Magyar Köztársaság belügyminisztere                | 1919. augusztus 3.  | 1920. február 1.    |
| A Magyar Királyság belügyminisztere                  | 1920. március 1.    | 1946. február 1.    |
| A Magyar Köztársaság belügyminisztere                | 1946. február 1.    | 1949. augusztus 20. |
| A Magyar Népköztársaság belügyminisztere             | 1949. augusztus 20. | 1989. október 23.   |
| A Magyar Köztársaság belügyminisztere                | 1989. október 23.   | 2012. január 1.     |
| Magyarország belügyminisztere                        | 2012. január 1.     | napjainkig          |

## Belügyminiszterek (1848–1919)

### Magyar Királyság(1848–1849)
| # | Portré | Miniszter                             | Hivatal kezdete   | Hivatal vége      | Párt           | Párt | Kormány   |
| - | ------ | ------------------------------------- | ----------------- | ----------------- | -------------- | ---- | --------- |
| 1 |        | szemerei Szemere Bertalan (1812–1869) | 1848. március 17. | 1848. október 2.  | Ellenzéki Párt |      | Batthyány |
|   |        | Országos Honvédelmi Bizottmány        | 1848. október 2.  | 1849. április 14. | OHB            | OHB  | OHB       |

### Magyar Állam(1849)
| #                                                | Portré | Miniszter                             | Hivatal kezdete   | Hivatal vége        | Párt           | Párt | Kormány |
| ------------------------------------------------ | ------ | ------------------------------------- | ----------------- | ------------------- | -------------- | ---- | ------- |
|                                                  |        | Országos Honvédelmi Bizottmány        | 1849. április 14. | 1849. május 2.      | OHB            | OHB  | OHB     |
| (1)                                              |        | szemerei Szemere Bertalan (1812–1869) | 1849. május 2.    | 1849. augusztus 11. | Ellenzéki Párt |      | Szemere |
| Üres (1849. augusztus 11. – 1849. augusztus 13.) |        |                                       |                   |                     |                |      |         |

### Magyar Királyság (1849–1867)
| #                                              | Portré | Miniszter | Hivatal kezdete | Hivatal vége | Párt | Párt | Kormány |
| ---------------------------------------------- | ------ | --------- | --------------- | ------------ | ---- | ---- | ------- |
| Üres (1849. augusztus 13. – 1867. február 17.) |        |           |                 |              |      |      |         |

### Szent István Koronájának Országai,Osztrák–Magyar Monarchia(1867–1918)
| #       | Portré              | Miniszter                                                                | Hivatal kezdete    | Hivatal vége        | Párt              | Párt              | Kormány            |
| ------- | ------------------- | ------------------------------------------------------------------------ | ------------------ | ------------------- | ----------------- | ----------------- | ------------------ |
| 2       |                     | báró Wenckheim Béla (1811–1879)                                          | 1867. február 20.  | 1869. október 21.   | Deák Párt         |                   | Andrássy           |
| 3       |                     | Rajner Pál (1823–1879)                                                   | 1869. október 21.  | 1871. február 10.   | Deák Párt         |                   | Andrássy           |
| 4       |                     | székeli Tóth Vilmos (1832–1898)                                          | 1871. február 10.  | 1871. november 14.  | Deák Párt         |                   | Andrássy           |
| 4       | 1871. november 14.  | székeli Tóth Vilmos (1832–1898)                                          | 1872. december 4.  | Lónyay              | Deák Párt         |                   |                    |
| 4       | 1872. december 4.   | székeli Tóth Vilmos (1832–1898)                                          | 1873. március 5.   | Szlávy              | Deák Párt         |                   |                    |
| 5       |                     | szapári, muraszombati és szécsiszigeti gróf Szapáry Gyula (1832–1905)    | 1873. március 5.   | Szlávy              | 1874. március 21. | Deák Párt         |                    |
| 5       | 1874. március 21.   | szapári, muraszombati és szécsiszigeti gróf Szapáry Gyula (1832–1905)    | 1875. március 2.   | Bittó               |                   | Deák Párt         |                    |
| 6       |                     | borosjenői Tisza Kálmán (1830–1902)                                      | 1875. március 2.   | 1875. október 20.   | Szabadelvű Párt   |                   | Wenckheim          |
| 6       | 1875. október 20.   | borosjenői Tisza Kálmán (1830–1902)                                      | 1887. február 11.  | Tisza Kálmán        | Szabadelvű Párt   |                   |                    |
| —       |                     | Ideiglenesen báró orczi Orczy Béla (1822–1917)                           | 1887. február 11.  | Tisza Kálmán        | 1889. március 22. | Szabadelvű Párt   |                    |
| —       |                     | Ideiglenesen bellusi Baross Gábor (1848–1892)                            | 1889. március 22.  | Tisza Kálmán        | 1889. június 16.  | Szabadelvű Párt   |                    |
| 7       |                     | széki gróf Teleki Géza (1843–1913)                                       | 1889. június 16.   | Tisza Kálmán        | 1890. március 15. | Szabadelvű Párt   |                    |
| 8 (5)   |                     | szapári, muraszombati és szécsiszigeti gróf Szapáry Gyula (1832–1905)    | 1890. március 15.  | 1892. november 17.  | Szabadelvű Párt   |                   | Szapáry            |
| 9       |                     | Hieronymi Károly (1836–1911)                                             | 1892. november 17. | 1895. január 15.    | Szabadelvű Párt   |                   | Wekerle I          |
| 10      |                     | bonyhádi Perczel Dezső (1848–1913)                                       | 1895. január 15.   | 1899. február 26.   | Szabadelvű Párt   |                   | Bánffy             |
| —       |                     | Ideiglenesen dukai és szentgyörgyvölgyi Széll Kálmán (1843–1915)         | 1899. február 26.  | 1903. június 27.    | Szabadelvű Párt   |                   | Széll              |
| 11      |                     | hédervári gróf Khuen-Héderváry Károly (1849–1918)                        | 1903. június 27.   | 1903. november 3.   | Szabadelvű Párt   |                   | Khuen-Héderváry I  |
| 12      |                     | borosjenői és szegedi gróf Tisza István (1861–1918)                      | 1903. november 3.  | 1905. június 18.    | Szabadelvű Párt   |                   | Tisza István I     |
| 13      |                     | csejtei Kristóffy József (1857–1928)                                     | 1905. június 18.   | 1906. április 8.    | Szabadelvű Párt   |                   | Fejérváry          |
| 14      |                     | ifjabb csíkszentkirályi és krasznahorkai gróf Andrássy Gyula (1860–1929) | 1906. április 8.   | 1910. január 17.    | Alkotmánypárt     |                   | Wekerle II         |
| 15 (11) |                     | hédervári gróf Khuen-Héderváry Károly (1849–1918)                        | 1910. január 17.   | 1912. április 22.   | Nemzeti Munkapárt |                   | Khuen-Héderváry II |
| 16      |                     | erzsébetvárosi Lukács László (1849–1918)                                 | 1912. április 22.  | 1913. június 10.    | Nemzeti Munkapárt |                   | Lukács             |
| 17      |                     | csíkszentmihályi Sándor János (1860–1922)                                | 1913. június 10.   | 1917. június 15.    | Nemzeti Munkapárt |                   | Tisza István II    |
| 18      |                     | ábránfalvi ifjabb Ugron Gábor (1880–1960)                                | 1917. június 15.   | 1917. augusztus 23. | Nemzeti Munkapárt |                   | Esterházy          |
| 18      | 1917. augusztus 23. | ábránfalvi ifjabb Ugron Gábor (1880–1960)                                | 1918. január 25.   | Wekerle III         | Nemzeti Munkapárt |                   |                    |
| 19      |                     | Tóth János (1864–1929)                                                   | 1918. január 25.   | Wekerle III         | 1918. május 8.    | F48P              |                    |
| —       |                     | Ideiglenesen Wekerle Sándor (1848–1921)                                  | 1918. május 8.     | Wekerle III         | 1918. október 31. | Nemzeti Munkapárt |                    |
| 20      |                     | németújvári gróf Batthyány Tivadar (1859–1931)                           | 1918. október 31.  | 1918. november 16.  | F48P–Károlyi      |                   | Károlyi Mihály     |

### Magyar Népköztársaság(1918–1919)
| #  | Portré           | Miniszter                                      | Hivatal kezdete    | Hivatal vége       | Párt         | Párt | Kormány        |
| -- | ---------------- | ---------------------------------------------- | ------------------ | ------------------ | ------------ | ---- | -------------- |
| 20 |                  | németújvári gróf Batthyány Tivadar (1859–1931) | 1918. november 16. | 1918. december 12. | F48P–Károlyi |      | Károlyi Mihály |
| 21 |                  | losonci Nagy Vince (1886–1965)                 | 1918. december 12. | 1919. január 11.   | F48P–Károlyi |      | Károlyi Mihály |
| 21 | 1919. január 11. | losonci Nagy Vince (1886–1965)                 | 1919. március 21.  | Berinkey           | F48P–Károlyi |      |                |

## Belügyi népbiztosok (1919)

### Magyarországi Tanácsköztársaság(1919)
| #  | Portré | Miniszter                | Hivatal kezdete   | Hivatal vége       | Párt  | Párt | Kormány                    |
| -- | ------ | ------------------------ | ----------------- | ------------------ | ----- | ---- | -------------------------- |
| 22 |        | Landler Jenő (1875–1928) | 1919. március 21. | 1919. augusztus 1. | MSZDP |      | Forradalmi Kormányzótanács |
| 22 |        | Vágó Béla (1881–1939)    | 1919. március 21. | 1919. augusztus 1. | MSZDP |      | Forradalmi Kormányzótanács |

#### Ellenforradalmi kormányok(1919)
| # | Portré | Miniszter                                  | Hivatal kezdete  | Hivatal vége        | Párt      | Párt | Kormány    |
| - | ------ | ------------------------------------------ | ---------------- | ------------------- | --------- | ---- | ---------- |
| — |        | Bartha Ábel                                | 1919. május 5.   | 1919. május 31.     | Független |      | Aradi      |
| — |        | Kelemen Béla (1863–1944)                   | 1919. május 31.  | 1919. június 6.     | Független |      | Szeged I   |
| — |        | gróf nagykárolyi Károlyi Gyula (1871–1947) | 1919. június 6.  | 1919. július 12.    | Független |      | Szeged II  |
| — |        | Balla Aladár (1867–1935)                   | 1919. július 12. | 1919. augusztus 12. | Független |      | Szeged III |

## Belügyminiszterek (1919–2006)

### Magyar Köztársaság(1919–1920)
| #  | Portré             | Miniszter                                      | Hivatal kezdete     | Hivatal vége        | Párt      | Párt | Kormány   |
| -- | ------------------ | ---------------------------------------------- | ------------------- | ------------------- | --------- | ---- | --------- |
| 23 |                    | gesztőczi Samassa Adolf (1867–1929)            | 1919. augusztus 6.  | 1919. augusztus 15. | Független |      | Friedrich |
| 24 |                    | báró Perényi Zsigmond (1870–1946)              | 1919. augusztus 15. | 1919. augusztus 27. | KNEP      |      | Friedrich |
| 25 |                    | benicei és micsinyei Beniczky Ödön (1878–1931) | 1919. augusztus 27. | 1919. november 24.  | KNEP      |      | Friedrich |
| 25 | 1919. november 24. | benicei és micsinyei Beniczky Ödön (1878–1931) | 1920. február 29.   | Huszár              | KNEP      |      |           |

### Magyar Királyság(1920–1946)
| #       | Portré              | Miniszter                                                               | Hivatal kezdete     | Hivatal vége        | Párt              | Párt | Kormány          |
| ------- | ------------------- | ----------------------------------------------------------------------- | ------------------- | ------------------- | ----------------- | ---- | ---------------- |
| 25      |                     | benicei és micsinyei Beniczky Ödön (1878–1931)                          | 1920. március 1.    | 1920. március 15.   | KNEP              |      | Huszár           |
| —       |                     | Ideiglenesen Simonyi-Semadam Sándor (1864–1946)                         | 1920. március 15.   | 1920. július 19.    | KNEP              |      | Simonyi- Semadam |
| 26      |                     | Dömötör Mihály (1875–1962)                                              | 1920. április 19.   | 1920. július 19.    | OKGFP             |      | Simonyi- Semadam |
| 27      |                     | hidasnémeti Ferdinandy Gyula (1873–1960)                                | 1920. július 19.    | 1921. február 19.   | OKGFP             |      | Teleki I         |
| 28      |                     | tomcsányi Tomcsányi Vilmos Pál (1880–1959)                              | 1921. február 19.   | 1921. április 14.   | OKGFP             |      | Teleki I         |
| 29      |                     | rádai gróf Ráday Gedeon (1872–1937)                                     | 1921. április 14.   | 1921. december 3.   | KNEP              |      | Bethlen          |
| 30      |                     | thumburgi gróf Klebelsberg Kuno (1875–1932)                             | 1921. december 3.   | 1922. június 6.     | EP                |      | Bethlen          |
| 31      |                     | nagyrákói és kelemenfalvi Rakovszky Iván (1885–1960)                    | 1922. június 6.     | 1926. október 15.   | EP                |      | Bethlen          |
| 32      |                     | nagykéri Scitovszky Béla (1878–1959)                                    | 1926. október 15.   | 1931. augusztus 24. | EP                |      | Bethlen          |
| 33      |                     | dr. vitéz Keresztes-Fischer Ferenc (1881–1948)                          | 1931. augusztus 24. | 1932. október 1.    | NEP               |      | Károlyi Gyula    |
| 33      | 1932. október 1.    | dr. vitéz Keresztes-Fischer Ferenc (1881–1948)                          | 1935. március 4.    | Gömbös              | NEP               |      |                  |
| 34      |                     | vitéz leveldi Kozma Miklós (1884–1941)                                  | 1935. március 4.    | Gömbös              | 1936. október 12. | NEP  |                  |
| 34      | 1936. október 12.   | vitéz leveldi Kozma Miklós (1884–1941)                                  | 1937. február 3.    | Darányi             |                   | NEP  |                  |
| —       |                     | Ideiglenesen pusztaszentgyörgyi és tetétleni Darányi Kálmán (1886–1939) | 1937. február 3.    | Darányi             | 1937. április 10. | NEP  |                  |
| 35      |                     | dukai és szentgyörgyvölgyi Széll József (1880–1956)                     | 1937. április 10.   | Darányi             | 1938. május 14.   | NEP  |                  |
| 36 (33) |                     | dr. vitéz Keresztes-Fischer Ferenc (1881–1948)                          | 1938. május 14.     | 1939. február 16.   | NEP               |      | Imrédy           |
| 36 (33) | 1939. február 16.   | dr. vitéz Keresztes-Fischer Ferenc (1881–1948)                          | 1941. április 3.    | Teleki II           | NEP               |      |                  |
| 36 (33) | 1941. április 3.    | dr. vitéz Keresztes-Fischer Ferenc (1881–1948)                          | 1942. március 9.    | Bárdossy            | NEP               |      |                  |
| 36 (33) | 1942. március 9.    | dr. vitéz Keresztes-Fischer Ferenc (1881–1948)                          | 1944. március 19.   | Kállay              | NEP               |      |                  |
| 37      |                     | nemesmiticzi vitéz Jaross Andor (1896–1946)                             | 1944. március 19.   | 1944. augusztus 7.  | MMP               |      | Szójay           |
| 38      |                     | vitéz Bonczos Miklós (1897–1971)                                        | 1944. augusztus 7.  | 1944. október 12.   | MÉP               |      | Szójay           |
| 38      | 1944. augusztus 29. | vitéz Bonczos Miklós (1897–1971)                                        | 1944. október 12.   | Lakatos             | MÉP               |      |                  |
| 39      |                     | dr. báró bauschlotti Schell Péter (1898–1974)                           | 1944. október 12.   | Lakatos             | 1944. október 16. | MÉP  |                  |

#### Nemzeti Összefogás Kormánya(1944–1945)
| #  | Portré | Miniszter               | Hivatal kezdete   | Hivatal vége      | Párt | Párt | Kormány |
| -- | ------ | ----------------------- | ----------------- | ----------------- | ---- | ---- | ------- |
| 40 |        | Vajna Gábor (1891–1946) | 1944. október 15. | 1945. március 28. | NYKP |      | Szálasi |

#### Ideiglenes Nemzeti Kormány(1944–1946)
| #  | Portré | Miniszter                | Hivatal kezdete    | Hivatal vége       | Párt                | Párt | Kormány |
| -- | ------ | ------------------------ | ------------------ | ------------------ | ------------------- | ---- | ------- |
| 41 |        | Erdei Ferenc (1910–1971) | 1944. december 22. | 1945. november 15. | Nemzeti Parasztpárt |      | Miklós  |
| 42 |        | Nagy Imre (1896–1958)    | 1945. november 15. | 1946. február 1.   | MKP                 |      | Tildy   |

### Magyar Köztársaság(1946–1949)
| #  | Portré             | Miniszter               | Hivatal kezdete     | Hivatal vége      | Párt               | Párt | Kormány     |
| -- | ------------------ | ----------------------- | ------------------- | ----------------- | ------------------ | ---- | ----------- |
| 42 |                    | Nagy Imre (1896–1958)   | 1946. február 1.    | 1946. március 20. | MKP                |      | Nagy Ferenc |
| 43 |                    | Rajk László (1909–1949) | 1946. március 20.   | 1947. május 31.   | MKP                |      | Nagy Ferenc |
| 43 | 1947. május 31.    | Rajk László (1909–1949) | 1948. augusztus 5.  | Dinnyés           | MKP                |      |             |
| 44 |                    | Kádár János (1912–1989) | 1948. augusztus 5.  | Dinnyés           | 1948. december 10. | MKP  |             |
| 44 | 1948. december 10. | Kádár János (1912–1989) | 1949. augusztus 20. | Dobi              |                    | MKP  |             |

### Magyar Népköztársaság(1949–1989)
| #                                           | Portré                                      | Miniszter                                   | Hivatal kezdete                             | Hivatal vége                                | Párt                                        | Párt                                        | Kormány       |
| ------------------------------------------- | ------------------------------------------- | ------------------------------------------- | ------------------------------------------- | ------------------------------------------- | ------------------------------------------- | ------------------------------------------- | ------------- |
| 44                                          |                                             | Kádár János (1912–1989)                     | 1949. augusztus 20.                         | 1950. június 23.                            | MDP                                         |                                             | Dobi          |
| 45                                          |                                             | Zöld Sándor (1913–1951)                     | 1950. június 23.                            | 1951. április 20.                           | MDP                                         |                                             | Dobi          |
| 46                                          |                                             | Házi Árpád (1908–1970)                      | 1951. április 20.                           | 1952. augusztus 14.                         | MDP                                         |                                             | Dobi          |
| 46                                          | 1952. augusztus 14.                         | Házi Árpád (1908–1970)                      | 1952. november 14.                          | Rákosi                                      | MDP                                         |                                             |               |
| 47                                          |                                             | Györe József (1902–1985)                    | 1952. augusztus 14.                         | Rákosi                                      | 1953. július 4.                             | MDP                                         |               |
| 48                                          |                                             | Gerő Ernő (1898–1980)                       | 1953. július 4.                             | 1954. június 6.                             | MDP                                         |                                             | Nagy Imre I   |
| 49                                          |                                             | Piros László (1917–2006)                    | 1954. június 6.                             | 1955. április 18.                           | MDP                                         |                                             | Nagy Imre I   |
| 49                                          | 1955. április 18.                           | Piros László (1917–2006)                    | 1956. október 24.                           | Hegedüs                                     | MDP                                         |                                             |               |
| 49                                          | 1956. október 24.                           | Piros László (1917–2006)                    | 1956. október 27.                           | Nagy Imre II                                | MDP                                         |                                             |               |
| 50                                          |                                             | Münnich Ferenc (1886–1967)                  | 1956. október 27.                           | Nagy Imre II                                | 1956. november 3.                           | MDP                                         |               |
| Üres (1956. november 3. – 1957. március 1.) | Üres (1956. november 3. – 1957. március 1.) | Üres (1956. november 3. – 1957. március 1.) | Üres (1956. november 3. – 1957. március 1.) | Üres (1956. november 3. – 1957. március 1.) | Üres (1956. november 3. – 1957. március 1.) | Üres (1956. november 3. – 1957. március 1.) | Nagy Imre III |
| Üres (1956. november 3. – 1957. március 1.) | Üres (1956. november 3. – 1957. március 1.) | Üres (1956. november 3. – 1957. március 1.) | Üres (1956. november 3. – 1957. március 1.) | Üres (1956. november 3. – 1957. március 1.) | Üres (1956. november 3. – 1957. március 1.) | Üres (1956. november 3. – 1957. március 1.) | Kádár I       |
| —                                           |                                             | Biszku Béla (1921–2016)                     | 1957. március 1.                            | 1957. március 9.                            | MDP                                         |                                             |               |
| 51                                          | 1957. március 9.                            | Biszku Béla (1921–2016)                     | 1958. január 28.                            |                                             | MDP                                         |                                             |               |
| 51                                          | 1958. január 28.                            | Biszku Béla (1921–2016)                     | 1961. szeptember 13.                        | Münnich                                     | MDP                                         |                                             |               |
| 52                                          |                                             | Pap János (1925–1994)                       | 1961. szeptember 13.                        | 1963. december 7.                           | MDP                                         |                                             | Kádár II      |
| 53                                          |                                             | Benkei András (1923–1991)                   | 1963. december 7.                           | 1965. június 30.                            | MDP                                         |                                             | Kádár II      |
| 53                                          | 1965. június 30.                            | Benkei András (1923–1991)                   | 1967. április 17.                           | Kállai                                      | MDP                                         |                                             |               |
| 53                                          | 1967. április 17.                           | Benkei András (1923–1991)                   | 1975. május 15.                             | Fock                                        | MDP                                         |                                             |               |
| 53                                          | 1975. május 15.                             | Benkei András (1923–1991)                   | 1980. június 27.                            | Lázár                                       | MDP                                         |                                             |               |
| 54                                          |                                             | Horváth István (1935–)                      | 1980. június 27.                            | Lázár                                       | 1985. március 29.                           | MDP                                         |               |
| 55                                          |                                             | Kamara János (1927–2000)                    | 1985. március 29.                           | Lázár                                       | 1987. június 25.                            | MDP                                         |               |
| 55                                          | 1987. június 25.                            | Kamara János (1927–2000)                    | 1987. december 16.                          | Grósz                                       |                                             | MDP                                         |               |
| 56 (54)                                     |                                             | Horváth István (1935–)                      | 1987. december 16.                          | Grósz                                       | 1988. november 24.                          | MDP                                         |               |
| 56 (54)                                     | 1988. november 24.                          | Horváth István (1935–)                      | 1989. október 23.                           | Németh                                      |                                             | MDP                                         |               |

### Magyar Köztársaság(1989–2006)
| #  | Portré             | Miniszter                           | Hivatal kezdete    | Hivatal vége       | Párt             | Párt | Kormány   |
| -- | ------------------ | ----------------------------------- | ------------------ | ------------------ | ---------------- | ---- | --------- |
| —  |                    | ideiglenesen Horváth István (1935–) | 1989. október 23.  | 1990. január 23.   | MSZP             |      | Németh    |
| —  |                    | Ideiglenesen Gál Zoltán (1940–)     | 1990. január 23.   | 1990. május 23.    | MSZP             |      | Németh    |
| 57 |                    | Horváth Balázs (1942–2006)          | 1990. május 23.    | 1990. december 21. | MDF              |      | Antall    |
| 58 |                    | Boross Péter (1928–)                | 1990. december 21. | 1993. december 12. | MDF              |      | Antall    |
| 58 | 1993. december 13. | Boross Péter (1928–)                | 1993. december 31. | Boross             | MDF              |      |           |
| 59 |                    | Kónya Imre (1947–)                  | 1993. december 31. | Boross             | 1994. július 15. | MDF  |           |
| 60 |                    | Kuncze Gábor (1950–)                | 1994. július 15.   | 1998. július 6.    | SZDSZ            |      | Horn      |
| 61 |                    | Pintér Sándor (1948–)               | 1998. július 6.    | 2002. május 27.    | Független        |      | Orbán I   |
| 62 |                    | Lamperth Mónika (1957–)             | 2002. május 27.    | 2004. október 4.   | MSZP             |      | Medgyessy |
| 62 | 2004. október 4.   | Lamperth Mónika (1957–)             | 2006. június 9.    | Gyurcsány I        | MSZP             |      |           |

A tisztség 2006. június 9-én megszűnt, a Belügyminisztérium Önkormányzati Minisztériummá és Igazságügyi és Rendvédelmi Minisztériummá vált szét, a két új minisztérium az önkormányzati és rendészeti feladatokat szétválasztva, saját hatáskörben kezelte.

## Önkormányzati miniszterek (2006–2010)

### Magyar Köztársaság (2006–2010)
| Portré | Miniszter               | Hivatal kezdete   | Hivatal vége      | Párt      | Párt | Kormány      |
| ------ | ----------------------- | ----------------- | ----------------- | --------- | ---- | ------------ |
|        | Lamperth Mónika (1957–) | 2006. június 9.   | 2007. június 30.  | MSZP      |      | Gyurcsány II |
|        | Bajnai Gordon (1968–)   | 2007. június 30.  | 2008. április 30. | Független |      | Gyurcsány II |
|        | Gyenesei István (1948–) | 2008. április 30. | 2009. április 14. | Somogyért |      | Gyurcsány II |
|        | Varga Zoltán (1952–)    | 2009. április 14. | 2010. május 29.   | MSZP      |      | Bajnai       |

## Igazságügyi és rendészeti miniszterek (2006–2010)

### Magyar Köztársaság(2006–2010)
| Portré            | Miniszter                | Hivatal kezdete    | Hivatal vége      | Párt            | Párt      | Kormány      |
| ----------------- | ------------------------ | ------------------ | ----------------- | --------------- | --------- | ------------ |
|                   | Petrétei József (1958–)  | 2006. június 9.    | 2007. május 31.   | Független       |           | Gyurcsány II |
|                   | Takács Albert (1955–)    | 2007. május 31.    | 2008. február 17. | Független       |           | Gyurcsány II |
|                   | Draskovics Tibor (1955–) | 2008. február 17.  | 2009. április 16. | Független       |           | Gyurcsány II |
| 2009. április 16. | Draskovics Tibor (1955–) | 2009. december 14. | Bajnai            | Független       |           |              |
|                   | Forgács Imre (1949–)     | 2009. december 15. | Bajnai            | 2010. május 29. | Független |              |

## Belügyminiszterek (2010–napjainkig)

### Magyar Köztársaság/Magyarország(2010–)
2010-ben a második Orbán-kormány újra létrehozta a 2006-ban megszüntetett Belügyminisztériumot, ezzel felszámolva az Önkormányzati Minisztériumot és egyúttal visszautalva az igazságügy-minisztériumhoz került feladatok többségét a régi-új belügyminisztérium hatáskörébe.
| #       | Portré          | Miniszter             | Hivatal kezdete | Hivatal vége    | Párt      | Párt | Kormány  |
| ------- | --------------- | --------------------- | --------------- | --------------- | --------- | ---- | -------- |
| 63 (61) |                 | Pintér Sándor (1948–) | 2010. május 29. | 2014. június 6. | Független |      | Orbán II |
| 63 (61) | 2014. június 6. | Pintér Sándor (1948–) | 2018. május 18. | Orbán III       | Független |      |          |
| 63 (61) | 2018. május 18. | Pintér Sándor (1948–) | 2022. május 24. | Orbán IV        | Független |      |          |
| 63 (61) | 2022. május 24. | Pintér Sándor (1948–) | hivatalban      | Orbán V         | Független |      |          |